# San Fernando (Californië)
San Fernando is een plaats (city) in de Amerikaanse staat Californië, en valt bestuurlijk gezien onder Los Angeles County.

## Demografie
Bij de volkstelling in 2000 werd het aantal inwoners vastgesteld op 23.564.
In 2006 is het aantal inwoners door het United States Census Bureau geschat op 24.119, een stijging van 555 (2,4%).

## Geografie
Volgens het United States Census Bureau beslaat de plaats een oppervlakte van
6,2 km², geheel bestaande uit land. San Fernando ligt op ongeveer 278 m boven zeeniveau.

## Plaatsen in de nabije omgeving
De onderstaande figuur toont nabijgelegen plaatsen in een straal van 24 km rond San Fernando.

## Geboren
- Bryan Cranston (1956), acteur, stemacteur scenarioschrijver en filmregisseur